# 库尔松圣母村
库尔松圣母村（法語：Notre-Dame-de-Courson，法語發音：[nɔtʁə dam də kuʁsɔ̃] ⓘ）是法国卡尔瓦多斯省的一个旧市镇，属于利雪区。2016年，库尔松圣母村与临近的21个市镇合并为新市镇利瓦罗派多日。

## 地理
库尔松圣母村（48°59'27"N, 0°15'44"E）面积19.4 平方千米，位于法国诺曼底大区卡爾瓦多斯省，该省份为法国西北部沿海省份，北濒大西洋英吉利海峡，东北与滨海塞纳省以海上边界相接，东临厄尔省，南至奧恩省，西与芒什省接壤。
与库尔松圣母村接壤的市镇（或旧市镇、城区）包括：贝卢、塞尔奈、谢夫勒维尔-托南库尔、拉克鲁普特、费尔瓦克、默勒、莱穆捷于贝尔、普雷欧-圣塞巴斯蒂安、圣玛格丽特德洛日。

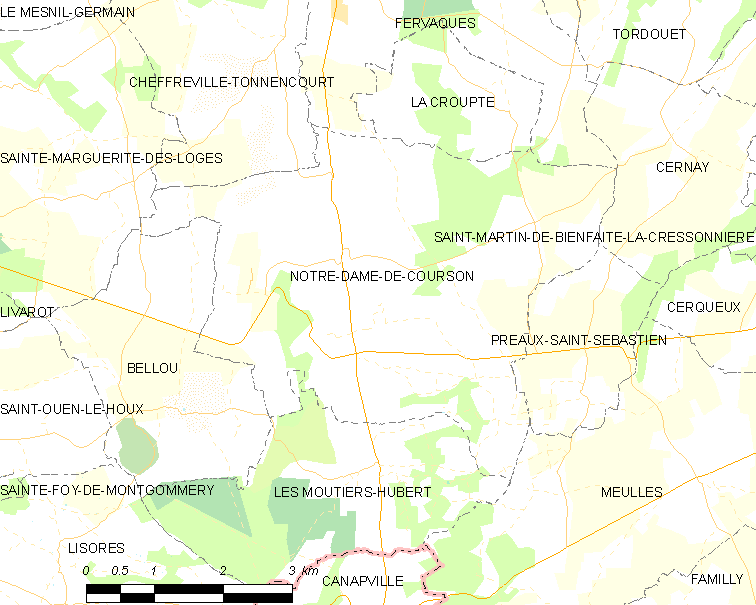
库尔松圣母村的OSM定位图

库尔松圣母村的时区为UTC+01:00、UTC+02:00（夏令时）。

## 行政
库尔松圣母村的邮政编码为14140，INSEE市镇编码为14471。

## 政治
库尔松圣母村所属的省级选区为利瓦罗派多日县。

## 人口

1962-2008年间库尔松圣母村人口变化图示

库尔松圣母村于2018年1月1日时的人口数量为368人。